# Джоаджу
Джоаджу (рум. Geoagiu) — місто у повіті Хунедоара в Румунії. Адміністративно місту підпорядковані такі села (дані про населення за 2002 рік):
- Аурел-Влайку (891 особа)
- Бекия (29 осіб)
- Бозеш (248 осіб)
- Велень (51 особа)
- Джелмар (480 осіб)
- Джоаджу-Бей (419 осіб)
- Мермезеу-Велень (18 осіб)
- Ренгет (272 особи)
- Хомород (426 осіб)
- Чигмеу (136 осіб)

Місто розташоване на відстані 280 км на північний захід від Бухареста, 22 км на схід від Деви, 100 км на південь від Клуж-Напоки.

## Населення
За даними перепису населення 2002 року у місті проживали 5984 особи.
Національний склад населення міста:
| Національність | Кількість осіб | Відсоток |
| -------------- | -------------- | -------- |
| румуни         | 5546           | 92,7%    |
| цигани         | 372            | 6,2%     |
| угорці         | 43             | 0,7%     |
| німці          | 20             | 0,3%     |
| болгари        | 1              | < 0,1%   |
| поляки         | 1              | < 0,1%   |
| італійці       | 1              | < 0,1%   |

Рідною мовою назвали:
| Мова       | Кількість осіб | Відсоток |
| ---------- | -------------- | -------- |
| румунська  | 5920           | 98,9%    |
| угорська   | 42             | 0,7%     |
| німецька   | 17             | 0,3%     |
| циганська  | 2              | < 0,1%   |
| болгарська | 1              | < 0,1%   |
| польська   | 1              | < 0,1%   |
| італійська | 1              | < 0,1%   |

Склад населення міста за віросповіданням:
| Релігія                                       | Кількість осіб | Відсоток |
| --------------------------------------------- | -------------- | -------- |
| православні                                   | 5192           | 86,8%    |
| греко-католики                                | 403            | 6,7%     |
| п'ятдесятники                                 | 145            | 2,4%     |
| бретрени                                      | 47             | 0,8%     |
| римо-католики                                 | 34             | 0,6%     |
| не релігійні                                  | 32             | 0,5%     |
| реформати                                     | 26             | 0,4%     |
| адвентисти                                    | 21             | 0,4%     |
| лютерани                                      | 11             | 0,2%     |
| унітарії                                      | 5              | 0,1%     |
| баптисти                                      | 4              | 0,1%     |
| лютерани (Синодально-пресвітеріанська церква) | 3              | 0,1%     |
| лютерани (Аугсбурзького сповідання)           | 2              | < 0,1%   |
| атеїсти                                       | 2              | < 0,1%   |
| не вказали релігію                            | 1              | < 0,1%   |

## Зовнішні посилання
- Дані про місто Джоаджу на сайті Ghidul Primăriilor [Архівовано 30 вересня 2012 у Wayback Machine.]